# Toroszyno
Toroszyno (ros. Торошино) – wieś (dieriewnia) w Rosji, w obwodzie pskowskim, w rejonie pskowskim. W 2010 liczyła 691 mieszkańców.